# Дания на чемпионате мира по хоккею с шайбой 2007
Сборная Дания на чемпионате мира по хоккею с шайбой 2007 года заняла пятое место в группе E квалификационного этапа, в которую она попала с 3-го места группы D (Д). В общем зачете сборная Даныи разместилась на десятом месте, опередив Украину, Австрию, Норвегию, Латвию, Италию и Белоруссию.
За шесть игр на чемпионате сборная Дании набрала шесть очков, пропустив 29 шайб и забив 15 шайб. Таким образом, разница забитых и пропущенных шайб составила −14 шайб. Матчи с участием сборной Дании посетило 41 340 человек.

## Состав
Главный тренер: Майк Сирант
| Вратари    |                     |                       |               |
| Номер      | Имя                 | Клуб                  | Дата рождения |
| 1          | Симон Нильсен       | Родовре Майти Буллс   | 27.10.1986    |
| 30         | Микаэль Мадсен      | Херлев Хорнетс        | 21.11.1980    |
| 31         | Петер Хирш          | Лександ               | 06.03.1979    |
| Защитники  |                     |                       |               |
| Номер      | Имя                 | Клуб                  | Дата рождения |
| 2          | Расмус Пандер       | Хернинг               | 19.03.1976    |
| 4          | Мадс Будкер         | Рогле Ангельхольм     | 31.08.1987    |
| 5          | Даниэль Нильсен     | Хернинг               | 31.10.1980    |
| 6          | Стефан Лассен       | Хернинг Блю Фокс      | 01.11.1985    |
| 7          | Эспер Дамгорд       | Аугсбург Пантер       | 06.05.1975    |
| 25         | Андреас Андреасен   | Эсбьерг               | 01.03.1976    |
| 55         | Мадс Меллер         | Ольборг               | 14.02.1982    |
| Нападающие |                     |                       |               |
| Номер      | Имя                 | Клуб                  | Дата рождения |
| 9          | Петер Регин         | Тимро                 | 16.04.1986    |
| 10         | Бу Транхольм        | Ольборг               | 22.03.1979    |
| 11         | Микаэль Фосгорд     | Родовре Майти Буллс   | 04.07.1979    |
| 13         | Мортен Грин         | Лександ               | 19.03.1981    |
| 14         | Кирилл Старков      | Ред-Дир Ребелс        | 31.03.1987    |
| 16         | Кристоффер Кьяргорд | Хернинг Блю Фокс      | 03.05.1980    |
| 18         | Мадс Кристенсен     | Хернинг Блю Фокс      | 02.04.1987    |
| 19         | Ким Стаал           | Милуоки Адмиралс      | 10.03.1978    |
| 20         | Расмус Ольсен       | Ольборг               | 30.05.1980    |
| 21         | Тор Дреслер         | Херлев Хорнетс        | 10.03.1979    |
| 24         | Александер Сундберг | Родовре Майти Буллс   | 19.01.1981    |
| 27         | Йенс Нильсен        | Ольборг               | 23.10.1969    |
| 29         | Мортен Мадсен       | Викториявилль Тайгерс | 16.01.1987    |
| 51         | Франц Нильсен       | Нью-Йорк Айлендерс    | 24.04.1984    |

## Матчи

### Предварительный раунд
Дебют сборной России на чемпионате прошёл успешно: уже на первой минуте шайба от конька Зарипова оказалась в воротох датчан. К концу четвёртой минуты минуты россияне вели в счёте 3:0. Только под конец первого периода датчане смогли провести единственную шайбу. Последующие два периода прошли при полном преимуществе российской сборной, которая смогла довести матч до уверенной победы.
| 27 апреля, 2007 | \| Россия \| 9:1 (3:1, 5:0, 1:0) \| Дания \| \| Зарипов (Зиновьев, Морозов), 0:28 Никулин (Морозов), 3:32 Малкин (Гончар), 3:54 Счастливый (Атюшов), 22:24 Марков (Ковальчук, Фролов), 25:38 (бол.) Морозов (Зарипов, Зиновьев), 27:20 Кулемин (Непряев, Овечкин), 29:44 Овечкин (Непряев, Кулёмин), 32:13 Фролов (Гончар), 55:43 (бол.) \| Голы \| Регин (Д.Нильсен, Пандер), 17:20 \| | Стадион: Арена на Ходынке, Москва Зрителей: 12000 Судьи: Рихард Шутц (Германия), Сильвен Лосье (Канада), Милан Масик (Словакия) |
| Россия | 9:1 (3:1, 5:0, 1:0) | Дания |
| Зарипов (Зиновьев, Морозов), 0:28 Никулин (Морозов), 3:32 Малкин (Гончар), 3:54 Счастливый (Атюшов), 22:24 Марков (Ковальчук, Фролов), 25:38 (бол.) Морозов (Зарипов, Зиновьев), 27:20 Кулемин (Непряев, Овечкин), 29:44 Овечкин (Непряев, Кулёмин), 32:13 Фролов (Гончар), 55:43 (бол.) | Голы | Регин (Д.Нильсен, Пандер), 17:20                                                                                                |

| 29 апреля, 2007 | \| Финляндия \| 6:2 (3:1, 1:0, 2:1) \| Дания \| \| П. Нуммелин (В. Пелтонен) 7:36 (2хбол.) М.Койву 14:09 (мен.) П.Нуммелин (П. Контиола, В. Пелтонен) 18:48 (2хбол.) В. Пелтонен (П. Контиола) 23:28 (2хбол.) А.-П. Берг (П. Контиола, Ш. Бергенхейм) 41:37 Ю. Хентунен (Н. Капанен) 50:42 (бол.) \| Голы \| Дамгорд (Стол) 12:49 (2хбол.) Кьяргорд (Дамгорд) 54:43 \| | Стадион: Арена на Ходынке, Москва Зрителей: 6620 Судьи: Петер Йонак (Словакия), Сильвен Лосье (Канада), Тобиас Верли (Швейцария) |
| Финляндия | 6:2 (3:1, 1:0, 2:1) | Дания |
| П. Нуммелин (В. Пелтонен) 7:36 (2хбол.) М.Койву 14:09 (мен.) П.Нуммелин (П. Контиола, В. Пелтонен) 18:48 (2хбол.) В. Пелтонен (П. Контиола) 23:28 (2хбол.) А.-П. Берг (П. Контиола, Ш. Бергенхейм) 41:37 Ю. Хентунен (Н. Капанен) 50:42 (бол.) | Голы | Дамгорд (Стол) 12:49 (2хбол.) Кьяргорд (Дамгорд) 54:43                                                                           |

| 1 мая, 2007 | \| Дания \| 4:3 (3:2, 1:0, 0:1) \| Украина \| \| Старков (Ф. Нильсен, Регин) 1:26 Пандер (Регин) 10:31 Стол (Пандер, Регин) 13:13 Стол (Дамгорд, Грин) 30:36 \| Голы \| А.Матерухин (О.Шафаренко) 7:36 А.Матвейчук (В.Бобровников) 13:39 Р.Сальников (В.Олецкий, В.Завальнюк) 52:23 \| | Стадион: Арена на Ходынке, Москва Зрителей: 6720 Судьи: Брент Рейбер (Канада), Тобиас Верли (Швейцария), Лука Затта (Италия) |
| В перерыве между вторым и третьем периодами место Вадима Селиверстова в воротах сборной Украины занял Александр Фёдоров. | | |
| Дания | 4:3 (3:2, 1:0, 0:1) | Украина |
| Старков (Ф. Нильсен, Регин) 1:26 Пандер (Регин) 10:31 Стол (Пандер, Регин) 13:13 Стол (Дамгорд, Грин) 30:36              | Голы | А.Матерухин (О.Шафаренко) 7:36 А.Матвейчук (В.Бобровников) 13:39 Р.Сальников (В.Олецкий, В.Завальнюк) 52:23                  |

### Квалификационный раунд
Начало матча складывалось неожиданно. Явный фаворит турнира — сборная Швеции — проигрывала к восьмой минуте матча со счётом 0:2. Однако уже к первому перерыву Швеция смогла сравнять счет — 2:2. В дальнейшем датчане успешно защищались, но пропустили в середине третьего периода шайбу от Юхана Дэвидсона. А затем, в конце третьего периода пропустили еще одну шайбу от Юханссона. На последней минуте, играя в меньшинстве, датчане сняли вратаря и пропустили пятую шайбу в уже пустые ворота.
| 3 мая, 2007                                                          | \| Дания \| 2:5 (2:2, 0:1, 0:2) \| Швеция \| \| М. Мадсен (Й. Нильсен), 2:27 Регин (Д. Нильсен, Старков) 6:40 (бол.) \| Голы \| К. Юнссон (Й. Юнссон, Мартенссон), 13:38 (бол.) Акерман (Тарнстрем, Варг), 17:57 (бол.) Давидссон (Халлберг, Бремберг), 33:49 Юханссон (Мартенссон), 57:23 Давидссон (Й. Юнссон), 59:53 (бол., п.в.). \| | Стадион: Арена на Ходынке, Москва Зрителей: 3800 Судьи: Милан Минар (Чехия), Питер Феола (США), Лука Затта (Италия)                                                                                   |
| Дания                                                                | 2:5 (2:2, 0:1, 0:2) | Швеция |
| М. Мадсен (Й. Нильсен), 2:27 Регин (Д. Нильсен, Старков) 6:40 (бол.) | Голы | К. Юнссон (Й. Юнссон, Мартенссон), 13:38 (бол.) Акерман (Тарнстрем, Варг), 17:57 (бол.) Давидссон (Халлберг, Бремберг), 33:49 Юханссон (Мартенссон), 57:23 Давидссон (Й. Юнссон), 59:53 (бол., п.в.). |

| 5 мая, 2007 | \| Швейцария \| 4:1 (1:0, 2:1, 1:0) \| Дания \| \| Т.Моне (Г.Безина, А.Вихзер) 13:19 (бол.) П.Дипьетро (Р.Лемм, М.Штрайт) 26:20 (бол.) Ж.Шпрунгер (М.Штрайт) 32:06 Ж.Шпрунгер (А.Вихзер, Т.Моне) 49:34 \| Голы \| Дамгорд (Стол) 36:41 (бол.) \| | Стадион: Арена на Ходынке, Москва Зрителей: 6200 Судьи: Вячеслав Буланов (Россия), Питер Феола (США), Роман Пузар (Чехия) |
| Швейцария | 4:1 (1:0, 2:1, 1:0) | Дания |
| Т.Моне (Г.Безина, А.Вихзер) 13:19 (бол.) П.Дипьетро (Р.Лемм, М.Штрайт) 26:20 (бол.) Ж.Шпрунгер (М.Штрайт) 32:06 Ж.Шпрунгер (А.Вихзер, Т.Моне) 49:34 | Голы | Дамгорд (Стол) 36:41 (бол.)                                                                                               |

| 7 мая, 2007                                                                     | \| Италия \| 2:5 (0:3, 2:0, 0:2) \| Дания \| \| Д. де Беттин (Д.Чироне, К.Боргателло) 30:47 Р.Рамозер (С.Маргони, Г.Хелл) 35:58 \| Голы \| Транхольм (Стол, Д. Нильсен) 3:46 (бол.) Регин (Ф. Нильсен) 4:23 Й. Нильсен (Пандер, Кристенсен) 6:30 Ольсен (Дреслер, А. Андреасен) 49:04 Кристенсен (Й. Нильсен, Кьяргорд) 55:29 \| | Стадион: Арена на Ходынке, Москва Зрителей: 6000 Судьи: Петер Йонак (Словакия), Ансис Эглитис (Латвия), Андрей Кича (Украина)                                                      |
| Италия                                                                          | 2:5 (0:3, 2:0, 0:2) | Дания |
| Д. де Беттин (Д.Чироне, К.Боргателло) 30:47 Р.Рамозер (С.Маргони, Г.Хелл) 35:58 | Голы | Транхольм (Стол, Д. Нильсен) 3:46 (бол.) Регин (Ф. Нильсен) 4:23 Й. Нильсен (Пандер, Кристенсен) 6:30 Ольсен (Дреслер, А. Андреасен) 49:04 Кристенсен (Й. Нильсен, Кьяргорд) 55:29 |

## Статистика
- Лучшим бомбардиром сборной Дании стал Петер Регин, который трижды поразил ворота противника.
- Сразу четыре игрока датской сборной выполнили по три результативных передачи, что является лучшим показателем в сборной. Это Расмус Андреасен, Даниэль Нильсен, Петер Регин и Ким Стаал.
- Шесть очков по системе «гол+пас» набрал Петер Регин, став лучшим по этому показателю. На втором месте по этому показателю расположился Ким Стаал.
- Набрав 33 минуты штрафного времени тринадцатый номер сборной Мортен Грин стал самым «недисциплинированным» игроком сборной.
- Четыре игрока сборной набрали больше нуля очков по показателю +/-. Наилучшим значением является +3 очка, которых набрал Кирилл Старков. Минимальным значением по показателю полезности является −8 очков, которые набрали три игрока сборной.
- Первым по надёжности стал вратарь Микаэль Мадсен, который отразил 103 броска из 118 (87.29 %), проведя при этом 207 минут 9 секунд на площадке. Второй вратарь сборной Петер Хирш провёл на площадке 152 минуты 13 секунд, отразив 61 бросок из 74 (82.43 %).